# مات تارجيت
ماثيو روبرت تارجيت (بالإنجليزية: Matt Targett)‏ (من مواليد 18 سبتمبر 1995) هو لاعب كرة قدم محترف يلعب كظهير أيسر في الدوري الإنجليزي مع أستون فيلا . يمكنه أيضًا اللعب كجناح أيسر . جاء تارجيت من خلال أكاديمية ساوثهامبتون وحصل على لقب أفضل لاعب شاب في الموسم في عام 2015 بعد أن اقتحم فريق الدوري الإنجليزي في ذلك الموسم، ولعب لاحقًا على سبيل الإعارة في فولهام ، ولعب في الفريق الفائز ببطولة 2018 في البلاي أوف. مثل اسكتلندا وإنجلترا على المستوى الدولي للشباب.

## مسيرته الكروية

### ساوثهامبتون
وُلد تارجيت في إيستلي ، هامبشاير، وانضم إلى أكاديمية ساوثهامبتون في سن الثامنة، بعد أن استطلعه فريقه المحلي.  تم اختياره في تشكيلة يوم المباراة الأولى لأول مرة في 24 سبتمبر 2013 ، وكان غير مستخدم حيث هزم بريستول سيتي 2-0 في الجولة الثالثة من كأس رابطة الأندية .  في 26 أبريل 2014 ، تم اختياره في مباراة بالدوري الممتاز للمرة الأولى، وظل على مقاعد البدلاء حيث فاز ساوثهامبتون 2-0 على أرضه ضد إيفرتون . 
في 26 أغسطس 2014 ، ظهر تارجيت لأول مرة مع الفريق الأول لساوثامبتون في مباراة الدور الثاني لكأس رابطة الأندية الإنجليزية في ميلوول . لعب المباراة بأكملها، والتي فاز بها ساوثهامبتون 2-0.  جاء ظهوره التالي في 23 سبتمبر بفوزه 2-1 على آرسنال في الجولة التالية من البطولة. 
ظهر لأول مرة في الدوري الإنجليزي الممتاز في 27 سبتمبر 2014 ، ليحل محل دوشان تاديتش في الوقت الإضافي في نهاية الفوز 2-1 على أرضه على كوينز بارك رينجرز .  جاءت بداية تارجيت الأولى في 28 ديسمبر، بالتعادل 1-1 مع تشيلسي حيث كان الظهير الأيسر المنتظم رايان بيرتراند غير مؤهل بسبب إعارته من الفريق الزائر. 
حصل على لقب أفضل لاعب شاب في ساوثهامبتون 2014-2015. 
في 4 أغسطس 2017 ، وقع تارجيت عقدًا جديدًا مدته خمس سنوات مع ساوثهامبتون، لتمديد إقامته في النادي حتى صيف عام 2022. 
في 22 كانون الثاني عام 2018، انضم تارجيت بطولة نادي فولهام على سبيل الإعارة للفترة المتبقية من الموسم .  سجل هدفه الأول في التعادل 1-1 مع بولتون واندررز في 10 فبراير.  في 26 مايو، فاز بالترقية إلى الدوري الممتاز عندما تغلب فولهام على أستون فيلا 1-0 في في نهائي البطولة، ولعب 90 دقيقة كاملة. 
جفي مباراته قبل الأخيرة مع القديسين في 27 أبريل 2019 ، شارك تارجيت في الشوط الأول لصالح أوريول روميو وسجل هدفه الوحيد للنادي، في تعادل 3-3 على أرضه مع بورنموث . 

### أستون فيلا
في 1 يوليو 2019 ، وقع تارجيت مع أستون فيلا الصاعد حديثًا مقابل رسوم غير معلنة.  ظهر لأول مرة في 27 أغسطس في الجولة الثانية من كأس الاتحاد الأوروبي لكرة القدم بفوزه 6-1 على كرو ألكسندرا ، على الرغم من أنه كان قادرًا فقط على لعب أول 42 دقيقة من المباراة قبل تعرضه لإصابة في أوتار الركبة. 
تعافى وعاد إلى الفريق في 25 سبتمبر، بفوزه 3-1 في الجولة التالية في برايتون وهوف ألبيون ،  ثم بدأ أول مباراة له في الدوري الإنجليزي الممتاز لفيلا بعد ثلاثة أيام بالتعادل 2-2 على أرضه ضد بيرنلي .  سجل تارجيت هدفه الأول لأستون فيلا في 19 أكتوبر، بفوزه على برايتون 2-1 في فيلا بارك في الدقيقة الرابعة من الوقت الإضافي. 
في نهاية موسم 2020–21 ، كان تارجيت هو اللاعب الوحيد في الملعب الذي بدأ جميع مباريات الدوري الإنجليزي البالغ عددها 38 مباراة، وتم اختياره كأفضل لاعب في الموسم من قبل زملائه في الفريق. 

### نيوكاسل يونايتد
في 31 يناير 2022، وقع تارغيت مع نادي نيوكاسل يونايتد على سبيل الإعارة من أستون فيلا حتى نهاية موسم 21–22 وبعد إنتهاء البريمرليغ تعاقد نيوكاسل مع تارغيت لمدة 4 سنوات 

## مسيرة دولية
مثّل تارجيت اسكتلندا تحت 19 عامًا قبل أن يختار اللعب لمنتخب إنجلترا تحت 19 عامًا في سبتمبر 2013.  في 17 نوفمبر 2014 ، سجل تارجيت هدفه الأول على المستوى الدولي في تعادل 1-1 ضد البرتغال لمنتخب إنجلترا تحت 20 عامًا ، تلاه هدف في ركلات الترجيح.  ظهر تارجيت لأول مرة مع فريق تحت 21 عامًا في 27 مارس 2015 ، حيث بدأ بالفوز 1-0 على جمهورية التشيك في براغ. 
كان جزءًا من الفريق الذي فاز ببطولة تولون 2016 ، وهو أول فوز له منذ 22 عامًا. 

## وصلات خارجية
- مات تارجيت على موقع الاتحاد الأوربي (الإنجليزية)
- مات تارجيت على موقع إي إس بي إن إف سي (الإنجليزية)
- مات تارجيت على موقع قاعدة بيانات كرة القدم.إي يو (الإنجليزية)
- مات تارجيت على موقع ليكيب (الفرنسية)
- مات تارجيت على موقع Soccerbase.com (لاعب) (الإنجليزية)
- مات تارجيت على موقع Soccerway.com (الإنجليزية)
- مات تارجيت على موقع عالم كرة القدم.نت (الإنجليزية)
- مات تارجيت على موقع AS.com (الإسبانية)